# IRobot

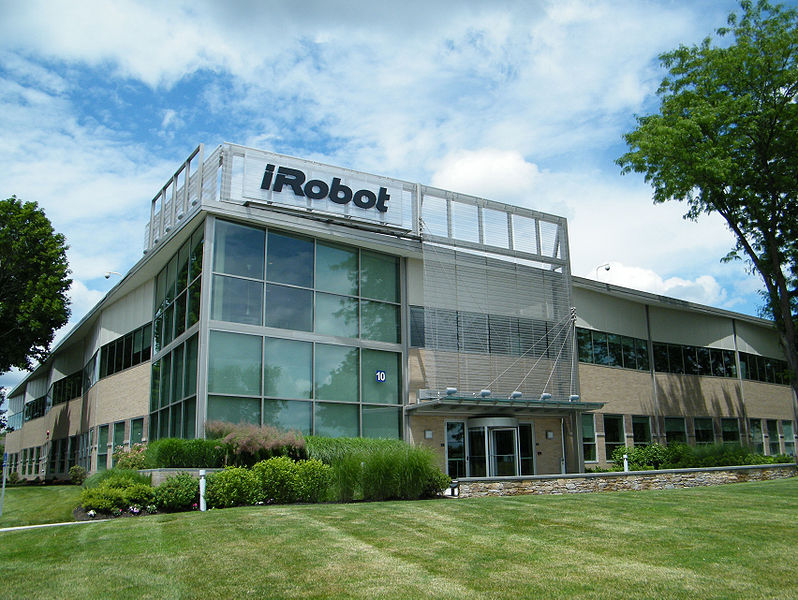
iRobot總部

iRobot是一家美国机器人公司，1990年於美國特拉華州註冊成立。同時亦是一間上市公司，總部位於麻薩諸塞州貝德福德。公司設計及製造軍用機械人、商用機械人、醫療機器人及家用機械人，並以家用自動吸塵機械人——Roomba最为知名。其他知名產品包括家用自動洗地機械人Scooba和軍用機械人PackBot。

## 歷史
iRobot由麻省理工學院人工智能實驗室工作的罗德尼·布鲁克斯，科林·安格尔及海倫·格雷納於1990年成立。1998年，公司獲得了DARPA的研究合同而開始研發PackBot。2002年9月，iRobot公司推出了其家用機器人的旗艦產品-Roomba，至今銷量超過300萬台。是家用自動吸塵機械人的領先者，2005年11月在納斯達克上市交易，股票代碼為IRBT。 2008年10月，iRobot公司宣布，超過2000台PackBots已經得到了部署。2022年8月5日，亚马逊宣布计划以17亿美元的价格收购iRobot。由于欧盟反垄断审查，亚马逊在2024年1月宣布放弃收购，并支付给iRobot9400萬美元。

## 醫用機械人

### RP-VITA
RP-VITA，又稱遠距親臨醫療機器人，由 iRobot 和美國醫療器材製造商 InTouch Health 共同研發製造，是一台連接到雲端，可以隨時讀取病人資料，也可以連接超音波、聽診器等診斷設備的醫療機器人，有助於遠距醫療與教學的發展。

## 家用機械人

### Roomba
Roomba發布於2002年，是一個自動化的真空吸塵機器人。至目前為止，Roomba已開發了五個世代並已售出超過500萬台Roomba。Roomba由可再充電電池供電，電池用罄時會自動返回到對接站基地充電。配件使用紅外線和射頻和主機通訊。

### Scooba
Scooba是iRobot的地板清潔機器人。

## 外部連結
- 官方网站